# Большевик (Еланский район)
Большевик — посёлок в Еланском районе Волгоградской области России, административный центр Большевистского сельского поселения.

## История
Основан в 1930-х годах как посёлок Большевистской МТС. В период с 1935 по 1963 год находился в подчинении Вязовского района. Не позднее 1960 года образован Большевистский поссовет. В 1963 году передан в состав Еланского района.

## География
Посёлок находится в северной части Волгоградской области, в пределах Хопёрско-Бузулукской равнины, на правом берегу реки Бузулук, на расстоянии примерно 34 километров (по прямой) к югу от посёлка городского типа Елань, административного центра района. Абсолютная высота — 121 метр над уровнем моря.
Часовой пояс
Посёлок Большевик, как и вся Волгоградская область, находится в часовой зоне МСК (московское время). Смещение применяемого времени относительно UTC составляет +3:00.

## Население
Динамика численности населения по годам:
| 1987 | 2002 |
| ---- | ---- |
| ≈610 | 929  |

| 2010 |
| ---- |
| 809  |